# 三铝化钽
三铝化钽是一种金属间化合物，为钽的铝化物。它和另一种铝化物（Ta3Al）是稳定的，难溶且反光性好，它们有潜力在红外反射上有所应用。